# Pseudoseptoria obtusa
Pseudoseptoria obtusa är en svampart som först beskrevs av R. Sprague & Aar.G. Johnson, och fick sitt nu gällande namn av B. Sutton 1980. Pseudoseptoria obtusa ingår i släktet Pseudoseptoria, divisionen sporsäcksvampar och riket svampar.   Inga underarter finns listade i Catalogue of Life.